# Сайды (Томпонский район)
Сайды (якут. Сайдыы) — село в Томпонском районе Республики Саха (Якутия) России. Входит в состав Ынгинского наслега.

## География
Село находится в восточной части Якутии, в пределах Центральноякутской низменности, в долине реки Алдан, на расстоянии примерно 10 километров от административного центра района — посёлка Хандыга и 4 километрах от центра наслега — села Новый.
уличная сеть
9 улиц: ул. Амгинская, ул. Лесная, ул. Майская, ул. Молодёжная, ул. Ойунского, ул. Парковая, ул. Строителей, ул. Таёжная, ул. Юбилейная.
Климат
Климат характеризуется как резко континентальный. Абсолютный минимум температуры воздуха самого холодного месяца составляет −58… −60 °C; абсолютный максимум самого тёплого месяца — 30 — 35 °C..

## История
Согласно Закону Республики Саха (Якутия) от 30 ноября 2004 года N 173-З N 353-III Сайды вошло в образованное муниципальное образование Ынгинский наслег.

## Население
| 2002 | 2010 | 2021 |
| ---- | ---- | ---- |
| 177  | ↘133 | ↘112 |

Национальный состав
Согласно результатам переписи 2002 года, в национальной структуре населения 98 % от общей численности в 177 чел.

## Инфраструктура
Дом культуры, учреждения здравоохранения и торговли.
Животноводство (мясо-молочное скотоводство, мясное табунное коневодство)..
Школа находится примерно в 4 км, в центре наслега селе Новый.

## Транспорт
Зимник.